# S.T.A.L.K.E.R.: Shadow of Chernobyl
S.T.A.L.K.E.R.: Shadow of Chernobyl là trò chơi điện tử bắn súng góc nhìn thứ nhất do GSC Game World của Ukraina phát triển. Tên phát triển ban đầu của tác phẩm là S.T.A.L.K.E.R.: Oblivion Lost. Trò chơi phát hành vào tháng 3 năm 2007.
Trò chơi lấy bối cảnh giả tưởng của một sự kiện có thật về thảm họa Chernobyl đã biến đổi một vùng rộng lớn xung quanh nhà máy thành một môi trường vô cùng kỳ lạ với những hiệu ứng vật lý chưa từng được biết đến và các sinh vật đột biến rất nhanh trong môi trường này. Trò chơi có một cốt truyện phi tuyến tính và các tính năng như trao đổi hàng hóa và trò chuyện với các NPC. S.T.A.L.K.E.R. mang trong mình cả thể loại nhập vai và mô phỏng kinh doanh.
Bối cảnh và các tên gọi trong trò chơi ("The Zone" hay "Stalker") lấy cảm hứng từ cuốn tiểu thuyết khoa học viễn tưởng Roadside Picnic của hai anh em Arkady và Boris Strugatsky cùng bộ phim Stalker của Andrei Tarkovsky cũng như cuốn tiểu thuyết Stalker nối tiếp bộ phim. Cái tên "Stalkers" ban đầu để chỉ các nhà khoa học và kỹ sư đã liều đánh đổi mạng sống để đi vào kiểm tra "cỗ quan tài" Chernobyl ngay khi nó phát nổ năm 1986.
Trong S.T.A.L.K.E.R. người chơi sẽ vào vai một người phiêu lưu có tên gọi "The Marked One" săn các vật thể đặc biệt gọi là "artifact" vốn chỉ hình thành trong các vùng nhiễu loạn phóng xạ tạo ra các vùng với các tính chất vật lý bất thường trong "The Zone" xung quanh nhà máy Chernobyl. Người chơi sẽ phải chiến đấu với những sinh vật bị đột biến trong vùng phóng xạ này và mỗi sinh vật sẽ có một cách khác nhau để tấn công theo đúng bản năng tự nhiên ngoài đời thật. Ngoài các sinh vật đột biến người chơi cũng sẽ phải chống lại các phe phái đang muốn chiếm giữ "The Zone" cho mục đích riêng của mình.
Ngày 15 Tháng 9 năm 2008, một phiên bản lấy bối cảnh trước khi diễn ra các sự kiện trong trò chơi tên S.T.A.L.K.E.R.: Clear Sky đã được phát hành. Phiên bản nối tiếp của trò chơi đã được phát hành vào tháng 2 năm 2010 với tên S.T.A.L.K.E.R.: Call of Pripyat. S.T.A.L.K.E.R. 2 đã được công bố có kế hoạch phát hành vào năm 2012 tuy nhiên dự án đã bị hủy bỏ do không thể đàm phán để thống nhất về vấn đề bản quyền. Và chuyển sang thực hiện trò chơi trực tuyến nhiều người Survarium với nhiều chi tiết của S.T.A.L.K.E.R..

## Tính năng kỹ thuật

### Công nghệ đồ họa
Đồ họa của S.T.A.L.K.E.R. xây dựng bằng công cụ X-ray Engine dựa trên DirectX 8.1/9 Shader Model 3.0. Công cụ này hỗ trợ các tính năng như vẽ, thị sai, lập bản đồ, làm mềm bóng, chuyển động mờ, hỗ trợ màn ảnh rộng, tạo hiệu ứng thời tiết và chu kỳ ngày và đêm. Nếu so với các công cụ khác có sử dụng đổ bóng chậm thì X-ray Engine không hỗ trợ chống răng cưa cho nhiều vật thể khi ánh sáng chiếu vào nó. Tuy nhiên một hình thức chống răng cưa khác đã được sử dụng để tích hợp theo một thuật toán để phát hiện và làm mịn các cạnh của vật thể. Trò chơi diễn ra trong một khu vực ba mươi cây số vuông và cả bên trong lẫn bên ngoài khu vực này đều được dựng với cùng số lượng các chi tiết.
Phiên bản 1.0003 của X-ray Engine có hỗ trợ thêm chế độ dùng cho màn hình rộng trong đó có tỉ lệ 16:9.

### Trí tuệ nhân tạo
GSC Game World sử dụng chương trình trí tuệ nhân tạo riêng do hãng phát triển là ALife. ALife hỗ trợ một lúc cho hơn 1.000 nhân vật xuất hiện trong The Zone. Các nhân vật này không giao tiếp với người chơi nhưng lại có thể tương tác với nhau.
Các NPC có quy trình làm việc riêng như làm nhiệm vụ, chiến đấu, nghỉ, ăn và ngủ. Các sinh vật trong The Zone thì đi săn, tấn công các Stalkers cũng như các sinh vật khác loài khác cũng như nghỉ, ăn và ngủ. Các sinh vật có thể di chuyển theo từng nhóm lớn cũng như tấn công một cách có bài bản như chó sẽ chạy quanh và áp sát mục tiêu giống như cách săn của sói... Các nhân vật xuất hiện một cách ngẫu nhiên có thể giao cho người chơi nhiều nhiệm vụ khác nhau như giải cứu đồng đội, tiêu diệt cướp, bảo vệ hay tấn công trại của các Stalkers hoặc săn tìm đồ vật... Các nhân vật phụ xuất hiện ngẫu nhiên sẽ đi lòng vòng quanh The Zone để đến nơi họ thấy thích hợp nhất.
Nhiều chiến thuật có thể được sử dụng để hoàn thành nhiệm vụ như càn quét, hay ẩn nấp và bắn tỉa. Các NPC hỗ trợ sẽ cố gắng làm theo đúng kế hoạch được giao thông qua Goal-Oriented Action Planning trước khi thực hiện nhiệm vụ.

### Hiệu ứng vật lý
S.T.A.L.K.E.R. sử dụng phiên bản chỉnh sửa mạnh tay của công cụ vật lý ODE là công cụ vật lý Ragdoll. Ragdoll được sử dụng nhiều để tạo ra cảnh các vật thể bị phá hủy, mô phỏng đường đạn cũng như tư thế của các nhân vật.
Đạn bị ảnh hưởng bởi lực hấp dẫn nên có thể bắn theo đường cầu vồng, khi va vào vật thể thì tùy vào tính chất của vật thể mà viên đạn sẽ xuyên qua hay bị đội lại với góc tương xứng với đường đạn đi tới. Vũ khí sẽ hoàn toàn không chính xác nếu bắn mà không nhắm. Để có thể bắn trúng múc tiêu trong khoảng cách trung và xa thì bắt buộc phải sử dụng hệ thống nhắm như điểm ruồi hay ống nhắm.

### Thời tiết
Một hệ thống thời tiết được tích hợp vào cảnh quan của trò chơi cho phép một loạt các hiệu ứng thời tiết, chẳng hạn như ánh nắng mặt trời, mưa và bão. Thời tiết như mưa có thể làm cho các vật thể trở nên ướt khiến chúng trở nên bóng và phản xạ ánh sáng cao hơn. Trí tuệ nhân tạo cũng phản ứng lại với thời tiết cũng như một số loại vũ khí sẽ bị ảnh hưởng.

## Truyền thông

### Tiểu thuyết
Một dòng tiểu thuyết khoa học viễn tưởng có tên Death Zone viết bởi Andrey Livadny, Roman Glushkov, Viacheslav Shalygin và Aleksey Kalugin đã được thực hiện. Cốt truyện lấy bối cảnh năm 2051 khi các hiện tượng đặc biệt đã gây ra vụ nổ thứ ba tại Chernobyl phá hủy khu vực The Zone, tiêu diệt tất cả các sinh vật sống trong nó đồng thời mở rộng The Zone ra thêm 4 lần và cách ly với thế giới bởi một màng ngăn trọng lực. Khu vực The Zone mới này bắt đầu xuất hiện những sinh vật đột biến mới chưa từng được thấy trước đó và các khu vực được nối với nhau qua những cách cổng kết nối không gian. Các Stalkers bắt đầu đoàn kết với nhau để chống lại các Staltechs (vốn là các Stalkers nhưng bị đột biến) và các mechanoid (vốn là các cỗ máy vô tri nhưng được các hiện tượng đặc biệt truyền cho sự sống bởi các dạng nano chưa từng gặp), các Stalkers cũng như các lực lượng quân đội của thế giới bên ngoài bắt đầu chiến đấu với nhau để giành khu vực The Zone ẩn chứa sự giàu có cũng như hứa hẹn nhiều công nghệ mới này.

## Đón nhận
| Nơi đánh giá  | Điểm trung bình      | Điểm trung bình |
| ------------- | -------------------- | --------------- |
| Game Rankings | 83% (51 đánh giá)    |                 |
| Metacritic    | 82/100 (44 đánh giá) |                 |
| Nơi công bố   | Điểm                 |                 |
| Eurogamer     | 8/10                 |                 |
| GameSpot      | 8.5/10               |                 |
| GameSpy       | 3.5/5                |                 |
| Game Informer | 8.25/10              |                 |
| IGN           | 8.2/10               |                 |
| PC Gamer      | 85/100               |                 |
| PC Zone       | 85/100               |                 |
| Igromania     | 9.5/10               |                 |

### Nhận xét
S.T.A.L.K.E.R. nhận được đánh giá khá tích cực với đánh giá trung bình là 83% tại Game Rankings. Trong khi trò chơi đã được đánh giá cao phong cách và chiều sâu thì có các phàn nàn về việc nên giải quyết một số vấn đề kỹ thuật và các lỗi.
Thiết kế khu vực The Zone nhận được nhiều nhận xét tích cực nhất. GameSpot đã đánh giá cao phong cách và thiết kế của trò chơi với "Đây là một trò chơi ảm đạm, nhưng có một cách tốt, vì nó đã diễn tả được viễn cảnh hậu tận thế một cách hoàn hảo", trong khi Eurogamer gọi trò chơi là "Một trong những trò chơi đáng sợ nhất trên hệ máy tính" sau đó nói rằng "Vùng Chernobyl như một huyền thoại, trò chơi mô tả sự nguy hiểm cũng như vẻ đẹp của khu vực này.".
Game Informer không thấy các trò chơi có gì đặc biệt trong sáng tạo, nhưng vẫn khen thiết kế bắn súng góc nhìn thứ nhất với "S.T.A.L.K.E.R. không phải là cuộc cách mạng mà chúng ta trông đợi, tuy nhiên, nó đôi khi là một trò chơi phiêu lưu bắn súng đáng trân trọng", GameSpot thì nói là "Một trong những mô hình đường đạn tốt nhất từng thấy trong một trò chơi, với mục đích là khiến người chơi cảm thấy thật nhất khi cố bắn ai đó với một khẩu súng đôi khi hoàn toàn không chính xác.".
Từ khi được phát hành S.T.A.L.K.E.R. bị nhận nhiều phàn nàn về các lỗi đặc biệt là khi chạy nó trên nền Windows Vista. IGN chỉ ra "Trò chơi có xu hướng nói lắp khá nhiều, việc bị đứng trong ba hay bốn giây diễn ra khá thường xuyên, trong khi Windows XP thì lại có thể chạy với chất lượng tối đa." cùng một số cảnh có thể làm trò chơi bị văng ra ngoài.
Một khía cạnh khác bị nói nhiều là phần cốt truyện, một số nhận xét nói nó là "không mạch lạc". PC Gamer nói "Trò chơi không diễn tả được lịch sử của nhân vật chính".

### Danh hiệu
Tháng 12, S.T.A.L.K.E.R. đã thắng giải Thành tựu đặc biệt dành cho Bầu không khí ấn tượng nhất tại bảng Best and Worst 2007 của GameSpot.

### Doanh thu
Tính đến tháng 12 năm 2008 thì S.T.A.L.K.E.R. đã bán được khoảng 2 triệu bản trên toàn thế giới. CEO của GSC Game World là Sergiy Grygorovych nói rằng "Chúng tôi rất hài lòng khi S.T.A.L.K.E.R. trở nên quen thuộc với các game thủ trên toàn thế giới. Thành công tài chính này sẽ cho phép chúng tôi phát triển S.T.A.L.K.E.R. theo nhiều hướng khác nhau để trở thành một thương hiệu".